# Iscles
Iscles és una localitat, actualment deshabitada, que pertany al municipi d'Areny de Noguera, a la Ribagorça (Aragó).
Situada a la serra de Berganui, a prop del tossal de Cornudella. S'hi pot accedir pel poble de Queixigar, del municipi de Monesma i Queixigar.
Va formar part de l'antic municipi de Cornudella de Valira. L'església barroca de Sant Martí és del segle xviii i depenia de Santa Maria d'Alaó.